# 安热-费利克斯·帕塔塞
安热-费利克斯·帕塔塞（法語：Ange-Félix Patassé，1937年1月25日—2011年4月5日），中非共和国政治人物，1993年至2003年任总统，是中非历史上第一个經民主选举產生的总统，后被军事政变推翻，流亡多哥。

## 生平
帕塔塞早年留学法国巴黎，1959年回国。中非独立后在其农业部工作。1965年12月，帕塔塞被总统大卫·达科任命为发展部部长。不久，达科被让-贝德尔·博卡萨发动军事政变推翻。由于帕塔塞是博卡萨妻子的堂兄弟，获得博卡萨的信任，历任多个部长职位。1976年博卡萨自命为皇帝后，帕塔塞被任命为中非帝国首相。
1978年，帕塔塞“因健康原因”被免去首相一职，随即流亡法国并宣布反对博卡萨，直到博卡萨于次年被大卫·达科推翻后方才回国。但是他在回国后即被达科下令软禁，他试图逃往乍得，但被抓回，之后“因健康原因”被释放。1981年，达科再次被政变推翻，帕塔塞也遭到驱逐。次年，帕塔塞试图组织一次政变，但被破获，遂改装避入法国驻中非大使馆。经过法国和中非的谈判，决定将其放逐到多哥。
1993年，帕塔塞回国参加中非历史上首次民主选举，一举击败所有对手成为总统。2003年，在他出访尼日尔时，国内发生武装政变，帕塔塞被废止总统职务，再度前往多哥避难。2011年4月5日在喀麥隆杜阿拉病逝，享年74歲。